# Socha svatého Prokopa (Loučeň)
Socha svatého Prokopa stojí u hradby do zámeckého areálu v Nymburské ulici v Loučeni v okrese Nymburk. Barokní plastika umístěná na hranolovém podstavci pochází z 2. třetiny 18. století a je dílem neznámého autora. Od 31. prosince 1965 je kulturní památkou.

## Historie a popis
Pískovcová plastika o výšce 170 cm spočívá na hranolovém, římsami odstupňovaném podstavci, jehož sokl je v dolní části výrazně volutově rozšířen. Vztyčena byla u hradby zámecké zahrady v 2. třetině 18. století a pochází z dílny neznámého sochaře. Její sokl je zdoben rýsovanými zrcadly. Socha světce, umístěná na svém vlastním soklíku, je vyvedena v klidové póze s levou pokrčenou nohou v kontrapostu. Její tělesná osa je spirálově vytáčena, což umocňuje typickou ikonografickou akci, při níž svatý Prokop křížem zažehnává ďábla, situovaného k jeho pravé noze. Světec je oděn do jemně zřasené kleriky a rochety. Přes ramena a paže má postava přehozena pluviál a hlavu pokrytou mitrou. V levé ruce drží zavřenou knihu, vodorovně opřenou o bok, a pravá ruka, svírající kříž, je lehce pokrčena a smeřuje šikmo přes hruď. Obličej světce, jenž je nakloněn k pravému rameni, je vyveden pohuble a je rámován plnovousem.
V roce 1964 došlo k obnově sochy, jenž však její havarijní stav nikterak dlouhodobě nevyřešila, jelikož o 22 let později je opětovně zmiňována potřeba neodkladných oprav.